# 肥料換穀
肥料換穀為台灣在第二次世界大戰後的採取的連串農業經濟政策之一。1950年起，台灣農民要取得中華民國政府所獨佔的化學肥料，農民必須用稻穀按官定比率與政府交換。實際上一斤化肥國際價約等於半斤稻穀價格，農民又須以低於市價20%的稻穀去換購統銷的化學肥料，故肥料換穀是一種「變相加稅」。在時任中華民國行政院政務委員李登輝主導下，此政策於1973年1月宣告廢止。

## 內容
肥料換穀政策自1950年開始實施，按照1948年9月「台灣省政府化學肥料配銷辦法」實行，主要的內容是：農家進行耕作所需的化學肥料，必須由稻穀來交換的政策，而不是現金進行交易；農民必須按官訂比率用穀物與政府交換肥料。農民必須以稻穀向糧食局肥料運銷處換取肥料。交換比率從1949年1.5公斤的肥料（硫酸錏）對1公斤稻榖，到1967年比例變為1:0.85。

## 效應
當局透過肥料換穀的方式而掌握了米價的定價權，為之後工業與商業的發展奠定了基礎。肥料換穀的主要作用除控制農民之外，其實質也是一種隱藏稅，在當時政策下，農民要以低於市場20%的穀子去換政府統售的肥料，等於交納了實物稅。肥料換穀政策在當時只有綠色革命的風潮但還未出現有機農業的觀念及技術的情況下只能使用化肥，因此高昂的肥料成本在當時相當限制農業生產力。
經濟學家對糧食價格與經濟發展之間的關係有兩派看法：
1. 結構主義經濟學者認為從長期來看，生產者（農民）與消費者對糧價都不敏感，因此政府可以干預糧價達成執政黨的政治目的。
2. 新古典主義經濟學者認為農民的行為由糧價決定。

台灣的肥料換穀雖然壓低了糧價，但是台灣的糧食產量與生產力都大幅提高了。新古典主義經濟學對此難以解釋。學術界對於台灣如果不壓低糧價，台灣經濟成長是否會更快並無結論。有學者認為，台灣政府如果採用降低化學肥料進口稅，提高稻米出口稅的手段，會更有經濟效益。這種作法在許多國家將造成全家棄農的現象，但台灣的農民將多餘勞動力投入工業，全家棄農的現象並不嚴重。
事實上，台灣農民的處境，正如台灣省議會在1968年召開的第三屆第十次大會時所指出：「省糧食局所實施的肥料換榖制，是把農民逼進不能自由購買的肥料的狀態下，更進一步地榨取其利益，農民的負擔非常沉重。」

## 地利歸公
肥料換穀在穩定低糧價、間接穩定較低的農地價格的同時以從農業得來的資本剩餘轉而扶植工業；而且肥料換穀也促進供銷業務的興盛。肥料換穀制度在行政院1973年1月頒布的九項《加速農村建設重要措施》中被廢除。
肥料換穀政策讓政府獲得許多實質上的佃租收入（依統計、佃農變成自耕農後、前十年因需負擔耕者有其田之土地成本，實質收入未增加，十年後才有明顯提高），更可以養活政府機關的軍公教人員；而政府壓低農民收入的結果，相比之下工業收入相對較高，誘使農村人力轉往工業部門、婦女就業貼補家用，提供台灣工業大量高品質人力。低價的食物與勞動力幫助了台灣發展勞力密集工業。
這是一種連串巧妙的政策，將地利盈收一大部分轉往官方，而不是共產黨式的武力「打倒」地主方式，首先耕者有其田和公地放領相當程度上削去了地主階級的大片土地轉給農民，但地主還是能保有部分土地不會一無所有，解除了地主武力反抗的風險，而剩下依然沒有土地的佃農就用三七五減租來再次限縮地主利益轉給農民。而最後所有農民的利益再透過肥料換穀來轉給政府，使政府全國收租，與共產黨改革開放後的全國總地主地位有些許類似，但不同是最終農民還是得到了土地，而肥料換穀20幾年後也廢除。現在看來，農民是保有了土地，但在當時其實是暗潮洶湧。當時政府曾試圖修法，讓法人也能夠購買農地。農民普遍貧困的情況下，加上農地低廉，修法很可能導致土改最後的獲利者是官商特權階級，最後該法律因前總統李登輝先生的建言而作罷。